# BAX
BAX (англ. BCL2 associated X, apoptosis regulator) – білок, який кодується однойменним геном, розташованим у людей на короткому плечі 19-ї хромосоми. Довжина поліпептидного ланцюга білка становить 192 амінокислот, а молекулярна маса — 21 184.
| 10         |  | 20         |  | 30         |  | 40         |  | 50         |
| ---------- |  | ---------- |  | ---------- |  | ---------- |  | ---------- |
| MDGSGEQPRG |  | GGPTSSEQIM |  | KTGALLLQGF |  | IQDRAGRMGG |  | EAPELALDPV |
| PQDASTKKLS |  | ECLKRIGDEL |  | DSNMELQRMI |  | AAVDTDSPRE |  | VFFRVAADMF |
| SDGNFNWGRV |  | VALFYFASKL |  | VLKALCTKVP |  | ELIRTIMGWT |  | LDFLRERLLG |
| WIQDQGGWDG |  | LLSYFGTPTW |  | QTVTIFVAGV |  | LTASLTIWKK |  | MG         |

A: Аланін

C: Цистеїн

D: Аспарагінова кислота

E: Глутамінова кислота

F: Фенілаланін

G: Гліцин

I: Ізолейцин

K: Лізин

L: Лейцин

M: Метіонін

N: Аспарагін

P: Пролін

Q: Глутамін

R: Аргінін

S: Серин

T: Треонін

V: Валін

W: Триптофан

Задіяний у таких біологічних процесах, як апоптоз, взаємодія хазяїн-вірус, ацетилювання, альтернативний сплайсинг. 
Локалізований у цитоплазмі, мембрані, мітохондрії.